# Arnaud-Ferdinand de La Porte
Pour les articles homonymes, voir La Porte.
Arnaud-Ferdinand de La Porte, né le 27 décembre 1756 à Versailles et mort le 19 septembre 1824 à Carcassonne, est un dignitaire français de l'Église catholique, évêque du diocèse de Carcassonne de 1802 jusqu'à son décès.

## Biographie

### Une famille de nobles béarnais au service de l'État
Arnaud-Ferdinand de La Porte est issu d'une famille béarnaise - qui remonte à Bernard de La Porte, sénéchal de Morlaas sous Henri IV - anoblie au XVIIIe siècle en la personne du père d'Arnaud-Ferdinand, Arnaud de La Porte, commissaire de la marine, maître ordinaire en la Chambre des comptes de Paris.
Arnaud-Ferdinand est donc le fils d'Arnaud de La Porte (vers 1706-1770) et de Marie-Anne Pellerin (1714-1763). Son frère aîné est Arnaud de La Porte, intendant de la marine, maître des requêtes, intendant de la liste civile du roi Louis XVI, guillotiné en août 1792.
Son frère cadet, Arnaud-Joseph de La Porte-Lalanne (1758-1843), maître des requêtes sous l'Ancien Régime, deviendra recteur de l'académie de Rouen (1809-1814) puis conseiller d'État.

### Ecclésiastique de l'Ancien Régime
Arnaud-Ferdinand de La Porte entre au séminaire Saint-Sulpice en 1776, est ordonné prêtre en 1781 et obtient sa licence en théologie en 1782. Il est abbé de Saint-André de Jean et devient vicaire général du diocèse de Bordeaux dès 1781, nommé par l'archevêque Champion de Cicé. À ses côtés, il participe à l'assemblée extraordinaire du clergé de 1782 puis fréquente l'entourage de Louis XVI quand Champion de Cicé devient ministre en 1789. Il est délégué de la province d'Aquitaine aux États généraux de 1789.
Il refuse de prêter serment à la constitution civile du clergé et émigre en Angleterre en 1792. Il ne revient en France qu'après le coup d'État du 18 Brumaire, pour reprendre l'administration du diocèse de Bordeaux.

### Évêque concordataire
Figurant sur les listes d'épiscopables dressées par Portalis et mis en avant par Champion de Cicé, il est nommé évêque de Carcassonne dès le 5 juillet 1802. Il arrive dans son diocèse à la fin du mois d'octobre et se heurte à la division de son clergé entre les prêtres réfractaires, très majoritaires et les prêtres constitutionnels, à qui il demande une rétractation. Il doit aussi négocier âprement avec le préfet de l'Aude pour la refonte de la carte des paroisses et la désignation des curés, choisis pour un quart parmi les prêtres constitutionnels.

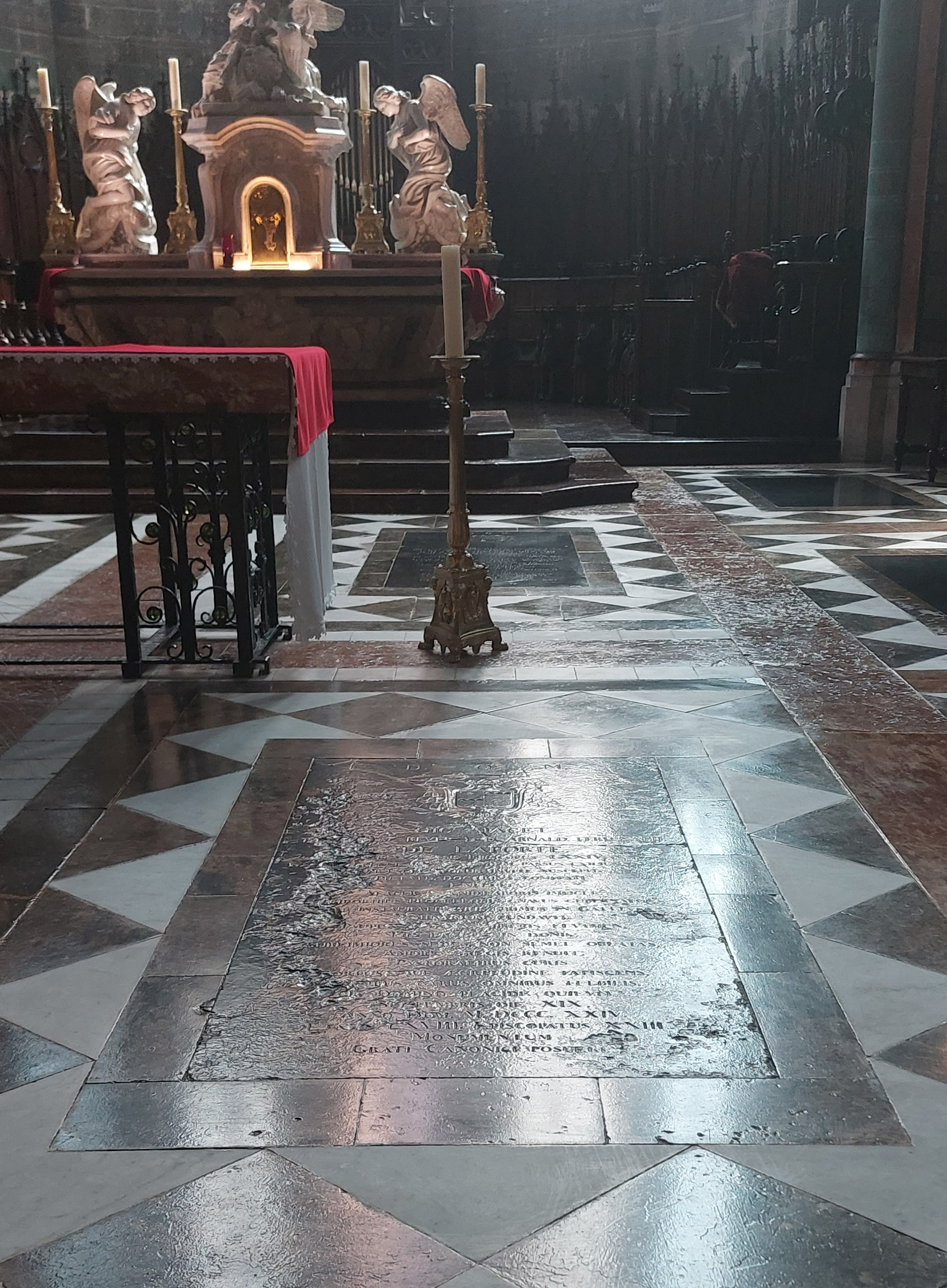
Dalle funéraire de l'évêque Arnaud de Laporte visible dans le chœur de la cathédrale Saint-Michel à Carcassonne.

Il assiste au sacre de Napoléon puis est créé baron d'Empire le 25 mars 1809 et participe au concile de 1811, dans la majorité.
À la Restauration, il rallie Louis XVIII. Le 27 août 1817, il est prévu qu'il devienne archevêque d'Auch dans le cadre du concordat alors en négociation. Après l'échec de ce concordat de 1817, les diocèses sont finalement réorganisés en 1822 et Auch, comme prévu, est érigé en archevêché  mais La Porte refuse alors ce siège, pour ses raisons de santé. Il reste donc évêque de Carcassonne jusqu'à sa mort, 19 septembre 1824.
Il est inhumé dans la cathédrale Saint-Michel de Carcassonne.

## Héraldique
Ecartelé : Aux 1 et 4 de sinople à l'olivier arraché d'argent, qui est de La Porte ; aux 2 et 3 de gueules à la fasce d 'or, surmontée en chef de trois coquilles d'argent rangées en fasce, qui est Pellerin.

### Notice biographique
- Jacques-Olivier Boudon, Les élites religieuses à l'époque de Napoléon. Dictionnaire des évêques et vicaires généraux du Premier Empire, Paris, Nouveau Monde éditions / Fondation Napoléon, 2002, 313 p. (ISBN 2-84736-008-5), p. 185-186.